# 毓崐
貝勒銜貝子毓崐（1875年8月3日—1901年11月13日），追封貝子載桓孫，閒散宗室溥頤長子，母妻佟佳氏，其父為佟祥奎，儀親王系第五代。
他在光緒元年七月（1875年）出生，光緒二十三年三月（1894年）接替曾祖父成為儀親王第五代（其祖父追封為儀親王第四代），但因為儀親王並非世襲罔替的爵位，因此他的封爵只是貝子。
光緒二十七年十月（1901年），他去世，虛齡二十七岁，朝廷追贈貝勒頭銜，由於他無子，因此由五弟毓岐襲封儀親王系第六代，不過需遞降為奉恩鎮國公。